# Воронізька сотня
Воронізька сотня — адміністративно-територіальна і військова одиниця Новгород-Сіверського, Ніжинського та Глухівського полків у Гетьманщині. Створена 1653 року. Центр сотні — місто Вороніж (нині — селище Шосткинського району Сумської області). Одна з так званих «засеймських» сотень, яка виконувала гвардійські функції при Гетьманах обох сторін Дніпра.

## Історія
Сформована 1653 у складі Новгородського (Новгород-Сіверського) полку (1653—1654). Після ліквідації полку, сотня увійшла до Ніжинського полку, в якому перебувала до 1663.
Протягом 1663—1665 — у складі Глухівського полку. У цей час, 1664 року, сотенний центр повністю знищений армією польського короля Яна ІІ Казиміра.
1665—1668 — знову в Ніжинському полку, 1668 на короткий час сотня повернулася до відновленого Гетьманом Петром Дорошенком Новгородського полку.
У січні 1669 року гетьман Дем'ян Ігнатович передав сотню Ніжинському полку і далі вона знаходилася в ньому аж до анексії Гетьманщини 1782. Того ж таки 1669 року сотенний центр Вороніж фактично піднято з руїни. Це сталося в часи сотникування Сави Прокоповича. Відбудові сприяла гетьманська канцелярія, яка звільнила воронежців від сплати податків на десять років. При цьому відновленні селище було обнесено валом, частини якого збереглися до початку ХХІ століття.
Впродовж кінця XVII—XVIII ст. правління Воронізької сотні користувалося печаткою Воронізької міської ратуші з «називним» гербом: у полі щита — птах ворон, під яким два геральдичні вруби (бруски).
У складі Російської імперії сотня була в Новгород-Сіверському намісництві.

## Спеціалізація сотні
Виробництво селітри, сірки, пороху в районі річки Шостка. З сотенної порохової індустрії виросли сучасні оборонні заводи міста Шостка.

## Керівництво
Сотники:
- Супрун (1654)
- Власов Василь (1667)
- Прокопович Сава (1669)
- Григорович Сава (1672—1687)
- Гудович Павло (1690)
- Лазаревич Роман Лазарович (1693—1708)
- Безпалий Іван Семенович (1698, н.)
- Піскуненко Потап Назарович (1708—1715)
- Кобець Роман (1713, н.)
- Поплавський Іван (1715, Я.)
- Слабий Іван (1716)
- Холодович Іван Іванович (1716—1740)
- Холодович Андрій Іванович (1740—1763)
- Бугаєвський Микола Мусійович (1764—1770)
- Хильчевський Тимофій Іванович (1770—1777)

## Населені пункти
- Богданівка, село;
- Вороніж, містечко;
- Гамаліївка, слобідка;
- Гута, хутір;
- Клишки, село;
- Лазарівка, хутір;
- Локотки, село;
- Лушники, село;
- Макове, село;
- Ображіївка, село;
- Пирогівка, село;
- Собич, село;
- Чепліївка, село.

Чомусь у «Генеральному описі Малоросії» 1765—1769 будь-які дані про Воронізьку сотню відсутні.